# Francisco de León
Francisco de León Cruz, (nacido el 25 de julio de 1961 en Guaynabo, Puerto Rico) es un exjugador de baloncesto puertorriqueño. Con 2.08 metros de estatura, jugaba en la posición de pívot. Es el hermano del también jugador de baloncesto Édgar de León.

## Trayectoria
- Mets de Guaynabo (1979-1981)
- Indios de Mayagüez (1981)
- Mets de Guaynabo  (1982-1984)
- Atléticos de San Germán  (1985)
- Leones de Ponce  (1985-1997)
- Polluelos de Aibonito (1998)
- Mets de Guaynabo (1999)
- Maratonistas de Coamo (2001)

## Participaciones en competiciones internacionales

### Mundiales
- España 1986 16/24
- Argentina 1990 4/16

### Juegos olímpicos
- Seúl 1988 7/12